# 't Zonnehuis
't Zonnehuis is een roman uit 1930 van de Nederlandse schrijver Rein Valkhoff, uitgegeven door Van Holkema & Warendorf in Amsterdam. Het boek is geschreven in 1929/1930 en verscheen in november 1930. Het bevat veel autobiografische elementen. Het boek verscheen met als ondertitel: "Een boek voor jonge menschen" en was bedoeld voor oudere jongens vanaf 16 jaar. Het is opgedragen Aan alle Jongeren-Vredesactie. De omslagtekening was van Bernard van Vlijmen.

## Inhoud
Peter is 16 jaar oud als zijn moeder komt te overlijden. Hij is dan wees. Zijn zusje Dieneke is nog een kleuter en zij gaat naar het kindertehuis "Het Zonnehuis" in Amersfoort. Peter loopt voor de laatste keer door zijn ouderlijk huis. Het is helemaal leeg en schoon opgeleverd en klaar voor de volgende bewoners. Veel herinneringen komen boven aan zijn geliefde moeder en zijn gelukkige kindertijd die nu voorbij is. Peter wordt sentimenteel en probeert dan zijn gevoelens te onderdrukken want jongens horen niet sentimenteel te zijn. De dag daarop brengt hij zijn zusje naar het Zonnehuis. Peter vindt het daar een heerlijke omgeving en aardige mensen en hij is blij dat zijn zusje daar kan wonen. Nu zijn kindertijd voorbij is en zijn ouderlijk huis niet meer bestaat wordt het Zonnehuis zijn ideaal. Dan vertrekt hij naar Den Haag. Hij gaat wonen bij zijn oom en tante en werken in de boekwinkel van zijn oom.
Als hij 19 jaar oud is gaat hij voor een half jaar in München wonen om werkervaring op te doen. Onderweg in de trein in Duitsland ontmoet hij Kurt, een jongen van zijn leeftijd. Peter ziet dat Kurt, om in een invloedrijk studentencorps te komen, zijn zuivere gevoelens terugdringt ter wille van traditie en toekomst. In München gaat Peter werken in een grote moderne boekhandel. 's Avonds gaat hij soms met Kurt op kroegentocht, maar dat bevalt hem eigenlijk helemaal niet. Op zijn logeeradres ontmoet hij Walter die ernstige psychologische trauma's heeft opgelopen in de Eerste Wereldoorlog. Walter is tien jaar ouder maar ze begrijpen elkaar en raken met elkaar bevriend. Dan vertrekt hij naar Parijs waar hij gaat werken in een kleine gezellige boekwinkel in het Quartier Latin. Daar ontmoet hij de jonge Deense schrijver Jens met wie hij bevriend raakt. Ze gaan vaak samen uit en Peter laat zich door Jens meeslepen op zijn tochten door nachtelijk Parijs. Dan krijgt Peter een brief uit het Zonnehuis van zijn zusje en het personeel. Ineens beseft hij dat Het Zonnehuis de plek is waar hij naar verlangt. Hij is het uitgaansleven zat en de sfeer van de grote stad begint hem tegen te staan. Hij verlangt naar vrede en rust en de sfeer van zijn gelukkige kindertijd die hij terug denkt te vinden in Het Zonnehuis. Hij neemt afscheid van Jens en keert terug naar Den Haag. 
Hij gaat weer werken in de boekwinkel. Zijn taken worden belangrijker en hij helpt mee om de winkel te moderniseren. Ook doet hij werkzaamheden in de uitgeversbranche. Regelmatig bezoekt hij Dieneke in het Zonnehuis en samen met de kinderen en het personeel van het Zonnehuis viert hij op 18 mei Goodwill Day met optochten en toespraken voor de vrede. Dan leest hij de roman Van het westelijk front geen nieuws van Erich Maria Remarque dat een enorme indruk op hem maakt en hem slapeloze nachten bezorgd. Hij wil nu actief gaan deelnemen in vredesbewegingen. In Het Zonnehuis is hij nu al een aantal jaren bevriend met Tiny, een jonge vrouw die zich actief inzet voor de Vredesbeweging en die voor zijn zusje een soort moeder is.  Hij vindt haar niet mooi en in wezen voelt hij geen seksuele aantrekkingskracht bij haar. Maar zij doet hem denken aan zijn geliefde moeder en hij voelt een warme vriendschap voor haar. Hij wil graag met haar een nieuw leven beginnen. Tiny is op hem verliefd en al snel zijn ze verloofd. Het is de bedoeling dat Dieneke bij hen komt wonen als ze getrouwd zijn.